# Arraia-Maeztu
Arraia-Maeztu (em basco e oficialmente) é um município da Espanha na província de Álava, comunidade autónoma do País Basco, de área 123,11 km² com população de 718 habitantes (2007) e densidade populacional de 5,83 hab./km².

## Demografia
| Variação demográfica do município entre 1991 e 2004 | Variação demográfica do município entre 1991 e 2004 | Variação demográfica do município entre 1991 e 2004 | Variação demográfica do município entre 1991 e 2004 |
| --------------------------------------------------- | --------------------------------------------------- | --------------------------------------------------- | --------------------------------------------------- |
| 1991                                                | 1996                                                | 2001                                                | 2004                                                |
| 695                                                 | 684                                                 | 717                                                 | 736                                                 |